# Khagalgaun
Khagalgaun (nep. खगालगाउँ) – gaun wikas samiti w zachodniej części Nepalu w strefie Karnali w dystrykcie Humla. Według nepalskiego spisu powszechnego z 2011 roku liczył on 219 gospodarstw domowych i 1023 mieszkańców (502 kobiety i 521 mężczyzn).